# Johannes Posselius, o Velho
Johannes Posselius, o Velho (Parchim, 1528 — Rostock, 15 de Agosto de 1591) foi humanista, professor de grego e reitor da Universidade de Rostock. Matriculou-se na Universidade de Rostock em 25 de maio de 1542, e teve como professor Arnoldus Burenius (1485-1566), professor de lingua grega e literatura. Em 1545, tornou-se co-reitor en Wismar e em 1546 reitor em Burg auf Fehmarn, Schleswig-Holstein.
Em 1550 foi segundo professor na Igreja de Santa Maria, em Rostock. Em maio de 1551 retomou seus estudos na Universidade de Rostock, recebendo seu diploma de bacharel em 1552 de Mestrado em 1553, quando também se tornou professor de língua grega.  Em 1566 foi nomeado reitor da universidade, cargo que ocupou várias vezes. Devido a seus altos conhecimento foi várias vezes chamado para dar aulas nas Escolas Latinas de Bremen, Lübeck e Hamburgo, porém, declinou de todas elas.

## Obras
- De Creichgoia, Oratio Davidis Chytraei.(Carmina Et Epistolae De Conivgio, Ad Davidem Chytraevm, Professorem In Academia Rostochiensi: Scriptae à multis ... viris, Anno 1553.)
- De laudibus linguae graecae et Isocratis - 1564
- Hesiodi ascraei Opera, quae quidem extant, omnia graecè, cum interpretatione latina è regione, vt conferri à graecae linguae studiosis citra negotium possint, adiectis iisdem latino carmine elegantis. versis, et Genealogiae deorum à Pylade brixiano descriptae, libris v - 1564
- Syntaxis graeca (1565)
- Epitaphia Clarorvm Et Piorvm Aliqvot Hominvm, Qvi Anno M. D. LXV. Peste in vrbe Rostochio inclementißimè grassante, placidè mortem obierunt: Graecè scripta A IOHANNE POSSELIO. - 1565
- De Disciplina Honesta In Academiis Conservanda: Oratio habita in Renunciatione noui Rectoris a Iohanne Posselio. die 26. Aprilis - 1567
- Evangelia et epistolae - 1572
- Regvlae Vitae: Versibvs Graecis Redditae Et illustratae - 1576
- Plutarchi oratio consolatoria ad Apollonium et praecepta coniugalia - 1577
- Regulae vitae - 1583
- Olympica Pindars (1586)
- ... Catechesis Martini Lutheri, purioris doctrinæ euangelij, versibus Græcis reddita a Johanne Posselio - 1589
- Iohannis Posselii Orationes octo, habitae in publicis congressibus Academiae Rostochiensis ... - 1589
- Chronicorvm Libelli Qvatvor, Historias Et Descriptio-Nem Avreae, Argenteae, Ahe-Neae, Et Ferreae Aetatvm Continentes, Heroicis carminibus Graecis exarati & conscripti A M. Johanne Latomo Silusiensi, Franco - 1591
- Galenische Opuscula (1591)